# West Bend Company
The West Bend Company fue una empresa de West Bend, Wisconsin, de 1911 a 2001. West Bend Company fabricaba utensilios de cocina y electrodomésticos de aluminio, pero también fabricaba motores de dos tiempos, incluidos motores fuera de borda para embarcaciones.
Art Ingels utilizó un motor excedente de West Bend para impulsar el primer kart. Clayton Jacobson II utilizó un motor de 2 tiempos de West Bend para impulsar la primera moto de agua de pie o Jet Ski. La división de motores de West Bend se vendió a Chrysler, luego a Brunswick y finalmente a US Motor Power.
En 2001, Regal Ware, Inc. de Kewaskum, Wisconsin, adquirió ciertos activos de West Bend Company. En 2003, Regal Ware vendió la división de pequeños electrodomésticos de cocina de West Bend Company a Focus Products Group LLC, que ahora se conoce como West Bend Housewares.
Regal Ware retuvo la División de Utensilios de Cocina de West Bend y las líneas de productos de West Bend Company; y continúa fabricando productos de utensilios de cocina en West Bend y Kewaskum, Wisconsin, bajo las marcas Lifetime y Royal Queen. Esto representa más de 100 años de fabricación continua de líneas de productos de utensilios de cocina West Bend en West Bend, Wisconsin.